# 正福寺 (浦安市)
正福寺（しょうふくじ）は、千葉県浦安市にある日蓮宗の寺院。

## 歴史
1593年（文禄2年）、十乗院日詠によって開山された。同県市川市の法華経寺の末寺である。その後、堂宇の損傷が激しくなったため、中興の日迨よって再建された。しかし1880年（明治13年）の火災で全焼した。1921年（大正11年）にようやく再建された。その際に本寺の法華経寺より日蓮大菩薩尊像が贈られている。
往時は境内とは別個に寺有地として7反14歩（約70アール）の田圃があったが、農地改革で没収されてしまった。

## しなび地蔵尊
当寺の境内には、「しなび地蔵尊」という変わった名前の地蔵尊がある。昔、「しなび」という屋号の家があった。しなび家の者が行商のため江戸に向かう途中、焼野原の中に首のない地蔵尊を見つけた。そして瘡（皮膚病）の快癒を祈願したところ、たちまち皮膚病が治った。しなび家ではこれに感謝して、首の部分も修復し祀った。このご利益にあやかろうと、多くの人々が参拝に訪れたという。その後しなび家は池田家の養子になり、この地蔵尊は池田家に移された。1963年（昭和38年）、池田家の邸宅を改築する際に、当寺に移されたものである。

## 交通アクセス
- 浦安駅より徒歩10分。